# 萬靈藥
萬靈藥字面上是指假想的，可治愈任何疾病的藥物。目前並無醫學上真正意義的「全能藥物」此事，大多都是用於文字敘述代表事件意思或是文句縮寫，所謂「全能藥物」在人類歷史上僅只有科幻讀物與天馬行空的幻想以及原始時期（如宗教或是鍊金術狂熱時期等落後時代出現），中國歷史也有類似案例，如仙丹或是長生不老藥。
美国加利福尼亚州科罗拉多沙漠地区的卡维拉人将大象树（Bursera microphylla）的红色汁液当作万灵药。
在文學上，這個詞語常被用於指代以一種方法解決全部問題的做法。例如「不是所有問題都能靠這種方式解決，你的做法不是萬靈藥，換別的方法試試」，或是「這個方法真是萬靈藥！每次遇到的大多問題都能靠這方法解決！」。